# ONE TIMES ONE
「ONE TIMES ONE」（ワンタイムズワン）は、コブクロの29枚目のシングル。2018年4月11日にワーナーミュージック・ジャパンから発売された。

## 概要
前作「心」から10か月半ぶりのシングル。初回限定盤には、自身初の東京ドーム公演で披露された「蕾」など5曲のライブ音源が収録されている。
カップリング曲である「バトン」は3月17日、「君になれ」は3月28日から先行配信された。

## 収録曲
全曲 作詞・作曲:小渕健太郎  編曲 :コブクロ
通常盤
1. ONE TIMES ONE （5:07）
アサヒもぎたてCMソング
2. バトン（5:59）
小野薬品CMソング
3. 君になれ（5:08）
漫画「君になれ」コラボソング
4. ONE TIMES ONE  (Instrumental)
5. バトン  (Instrumental)
6. 君になれ  (Instrumental)

初回限定盤
1. ONE TIMES ONE
2. バトン
3. 君になれ
4. 君という名の翼 (LIVE from 2017.8.21東京国際フォーラムA)
5. 蒼く 優しく (LIVE from 2017.8.22 東京国際フォーラムA)
6. 心 (LIVE from 2017.8.22 東京国際フォーラムA)
7. 蕾 (LIVE from 2017.10.28 東京ドーム)
8. STAGE Acoustic ver. (LIVE from 2016.6.7 シダックスカルチャーホール)
9. ONE TIMES ONE  (Instrumental)
10. バトン  (Instrumental)
11. 君になれ  (Instrumental)

## 収録アルバム
- ALL TIME BEST 1998-2018(#1 - 3)
- Star Made(#1 - 3)